# Acanthornis magna
Acanthornis magna là một loài chim trong họ Acanthizidae.